# ایوان گالامیان
ایوان آلکساندر گالامیان (به ارمنی: Իվան Ալեքսանդր Ղալամյան) (زاده ۲۳ ژانویه ۱۹۰۳ - درگذشته ۱۴ آوریل ۱۹۸۱)، یکی از تاثیرگذارترین معلم‌های ویولن در قرن بیستم میلادی بود.

## زندگی‌نامه
گالامیان ۵ فوریه [سبک قدیمی: ۲۳ ژانویه] ۱۹۰۳ (۱۵ بهمن ۱۲۸۱) در شهر تبریز و در یک خانواده ارمنی متولد شده و پس از تولد گالامیان، خانواده وی به مسکو مهاجرت کردند. وی تا سال ۱۹۱۹ میلادی در «مدرسه جامعه فیلارمونیک» به یادگیری ویولن مشغول بود. پس از انقلاب بلشویک، به پاریس مهاجرت کرده و در سال ۱۹۲۴، نخستین اجرای خود را در پاریس انجام داد. در سال ۱۹۳۷، وی به ایالات متحده آمریکا مهاجرت کرد. در آن‌جا، به بالاترین کرسی استادی ویولن در مدرسه جولیارد، دست یافته و کتاب‌های «اصول نوازندگی و تدریس ویولن» (انتشار یافته در ایران با ترجمه و توضیحات دکتر محسن کاظمیان) و «آموزش معاصر ویولن» را نوشت.
گالامیان، مدرک افتخاری کالج ابرلین را داشته و هم‌چنین عضو افتخاری آکادمی سلطنتی موسیقی لندن است. شماری از مشهورترین نوازندگان ویلن معاصر مانند ایتساک پرلمن و پینکاس زوکرمن از دانشجویان گالامیان در مدرسه جولیارد بودند. وی در ۱۴ آوریل ۱۹۸۱ (۲۵ فروردین ۱۳۶۰) در سن ۷۸ سالگی در منهتن، نیویورک سیتی درگذشت.